# Robert Gsellman
Robert John Gsellman (Santa Monica, 18 luglio 1993) è un giocatore di baseball statunitense, lanciatore nei Chicago Cubs della Major League Baseball.

## Minor League (MiLB)
Gsellman fu selezionato al 13º giro del draft amatoriale del 2011 come 402ª scelta dai New York Mets. Iniziò nelle leghe minori a livello rookie nello stesso anno con i GCL Mets della Gulf Coast League, finendo la stagione con nessuna vittoria o sconfitta, una salvezza su una opportunità, 4.15 di Media PGL e .288 alla battuta contro di lui in 7 partite di cui 1 da lanciatore partente (13.0 inning). Nel 2012 sempre a livello rookie giocò con i Kingsport Mets della Appalachian League finendo con una vittoria e 3 sconfitte, 3.92 di ERA e .250 alla battuta contro di lui in 11 partite di cui 5 da partente (43.2 inning).
Nel 2013 giocò con 3 squadre differenti finendo con 6 vittorie e altrettante sconfitte, 2.58 di ERA e .239 alla battuta contro di lui in 19 partite tutte da partente (108.0 inning). Nel 2014 passò a livello A con i Savannah Sand Gnats della South Atlantic League. Finì con 10 vittorie e 6 sconfitte, 2.55 di ERA e .275 alla battuta contro di lui in 20 partite tutte da partente (116.1 inning). Terminando 4 intere partite di cui una senza subire punti "shutout".
Nel 2015 giocò con 2 squadre differenti finendo con 13 vittorie e 7 sconfitte, 2.89 di ERA e .237 alla battuta contro di lui in 24 partite tutte da partente (143.1 inning). Il 20 novembre 2015 venne inserito nel roster dei New York Mets, per essere protetto dal Rule 5 Draft.
Nel 2016 giocò con 2 squadre finendo con 4 vittorie e 9 sconfitte, 3.99 di ERA e .256 alla battuta contro di lui in 20 partite tutte da partente (115.0 inning).

## Major League (MLB)
Gsellman venne promosso in prima squadra il giorno prima del debuttò nella MLB, avvenuto il 23 agosto 2016 al Busch Stadium di St. Louis contro i St. Louis Cardinals. Finì la stagione con 4 vittorie 2 sconfitte, 2.42 di ERA e .258 alla battuta contro di lui in 8 partite di cui 7 da partente (44.2 inning), lanciando prevalentemente una two-seam fastball con una media di 94,08 mph.
Il 12 ottobre 2016, Gsellman è stato sottoposto ad un intervento in artroscopia per riparare uno strappo al labbro della spalla sinistra.
Divenne free agent al termine della stagione 2021. Il 19 marzo 2022, Gsellman firmò un contratto di minor league con i Chicago Cubs, con invito allo spring training incluso.

## Palmarès
- (1) MiLB.com Organization All-Star (2015)
- (1) Lanciatore della settimana della Florida State League "FSL" (11 maggio 2015)
- (1) Mid-Season All-Star della FSL (2015)
- (1) Lanciatore della settimana della New York-Penn League "NYP" (26 agosto 2013)
- (1) Mid-Season All-Star della NYP (2013)
- (1) Lanciatore della settimana della Appalachian League "APP" (4 settembre 2012)